# 田中勝己
田中 勝己（たなか かつみ、1968年8月16日 - ）は、日本の作曲家・編曲家・歌手・シンガーソングライター・ラジオパーソナリティ。
旧・株式会社コンパイルが開発したゲームソフトのBGM、『ぷよぷよ』シリーズのCMソングなどの音楽を手がけた。
岡山県笠岡市出身。

## ゲームミュージックの作曲
1980年代より音楽活動を始め、株式会社コンパイルに営業として入社後、ゲームミュージックの製作を開始。同社製品のゲームミュージックのアレンジ曲を収録したCDを製品に同梱や、『電忍アレスタ』『シルフィア』『ZANAC×ZANAC』などのCD-ROMタイトルの音楽を主に担当。シューティングゲーム『電忍アレスタ』では、アメリカのゲーム雑誌にて「最優秀音楽賞」を受賞。なお、自身最初のCDプロデュース作品は、『ゴルビーのパイプライン大作戦』である。
音楽ゲーム『ぷよぷよDA! -featuring ELLENA System-』では、ゲームでプレイできる楽曲として田中の曲が複数収録されている。

## アーティストとしての活動
アーティストとしては、”田中勝己”名義で1995年10月に「灼熱のファイヤーダンス」、同年11月に「ずっと/そばに/いるよ」、1997年11月に家庭用ゲーム機向けミュージッククリップ付属の「i miss you」、1998年6月にミニアルバム「Greeting」、1999年3月にアルバム「ぷよマン」等を発表している。
2007年より“たなかかつみ”名義での活動を始め、テレビアニメ版『猫ラーメン』の主題歌「キミは大将!!」を発表。
2008年よりiTunes Storeでの“田中勝己”としての楽曲の配信も開始。
2010年2月頃から田中本人の意向により、猫ラーメン関係の楽曲と、オムニバスアルバムの「TEN PLANTS 2」の「月のように太陽のように」以外の楽曲はiTunes Storeでの楽曲配信を停止した。
2011年6月16日に英国アニメの風が吹くときの主題歌でありデヴィッド・ボウイのカバー曲「When The Wind Blows」、同年11月30日にウルトラヴォックスのカバー曲「Dancing with Tears in My Eyes」、同年12月15日に1000ダウンロード限定のクリスマスシングル「Dolce Vita」(Vita)を"Minus Attack"名義で発表。
2012年は2曲分My spaceでの曲発表後、生命に関わる程深刻な体調不良に陥るが、奇跡的に回復を果たす。
2013年、FLAC形式でのフルDEMO音源アルバム「LOST」発表。
2014年、Myspace上に、映像音源と楽曲を配信。
さらに、同年6月15日 配信シングル「You Can Handle It! 12 inch mix (feat. 田中勝己)」を発表。CDや配信という形態での待望のボーカルオリジナル曲の発表は2007年発売のRARE TRACKS以来である。また、田中勝己というクレジット入りは2009年発売のエクササイズのDVD「Beauty Dancexercise System」以来である。
2015年、アルバム「Holiday Is Not Vacation, Pt. 1」を"Minus Attack"名義で発表。

### シングル
- 1stシングル 灼熱のファイヤーダンス（1995/10/21 NECアベニュー）
スーパーファミコン版『す〜ぱ〜ぷよぷよ通』『す〜ぱ〜ぷよぷよ通リミックス』CMソング、セガサターン版『ぷよぷよ通』れんしゅうモードエンディング曲
1995年1月15日開催の「第1回ぷよマスターズ大会」で初披露された[1]。田中がジャングルに挑戦した曲[1]。
- 2ndシングル ずっと/そばに/いるよ feat.河野上和廣（1995/11/21 NECアベニュー）
セガサターン版『ぷよぷよ通』CMソング・通モードエンディング曲
自主制作CD『大打撃』の収録曲のリマスター音源[1]。コンパイルのテレホンサービスで流されていたが、シングルカットの要望が殺到したためシングル化された[1]。
- 3rdシングル RITZ〜顔を上げて歩こう （1996/7/21 ソニー・ミュージックレコーズ）
『す〜ぱ〜なぞぷよ通 ルルーの鉄腕繁盛記』 CMソング

カップリングは「灼熱のファイヤーダンス〜とりあえず世界征服編〜English version」、プレイステーション版『ぷよぷよ通 決定盤』CMソング
- 4thシングル I hate you Remix  / ここで逢えたね （1998/5/21 テイチクエンタテインメント））
『I hate you Remix』はセガサターン版『魔導物語』CMソング、『ここで逢えたね』はセガサターン版『わくわくぷよぷよダンジョン』CMソング
- 5thシングル 美空 (2002/6/19 ファースト・スマイルエンタテインメント)
- 配信シングル Lay Your Hands (Pop Mix) (2006/7/14 Egg Music配信)
- 配信シングル Memories of Life (Straight Mix)(2006/7/14 Egg Music配信)
- 配信シングル キミは大将!!(2008/1/21 iTunes Music Store配信)※たなかかつみ名義
- 配信シングル When The Wind Blows (2011/6/16 iTunes Music Store、Amazon MP3配信)※Minus Attack名義
- 配信シングル Dancing with Tears in My Eyes (2011/11/30 iTunes Store、Amazon MP3等で配信)※Minus Attack名義
- 配信シングル Dolce Vita (Vita) (2011/12/15 上記配信サイト等で配信)※Minus Attack名義
- 配信シングル You Can Handle It! 12 inch mix (feat. 田中勝己)(2014/6/15〜2016/6/9迄上記配信サイト等で配信)※Minus Attack名義

### アルバム
- ゴルビーのパイプライン大作戦 ※MIGHTY.K名義 (1991/3/25 徳間ジャパンコミュニケーションズ)
- ばよえーん！！THE MEGATRACKS OF ぷよぷよCD (1994/4/21 NECアベニュー)
  - 声の出演
    - 三石琴乃 - アルル・ナジャ
    - 井上和彦 - シェゾ・ウィグィィ
    - 冬馬由美 - ルルー
    - 矢尾一樹 - サタン
    - 榎本明美 - カーバンクル

『ぷよぷよ』の楽曲のアレンジサウンドトラック+ドラマCD。ごく一部の楽曲はPCエンジン版『ぷよぷよCD』でも使用され、ドラマCD部分も同作の声優によるもの。
- Greeting (1998/6/24 テイチクエンタテインメント)
アース・ウィンド・アンド・ファイアーのリーダー、モーリス・ホワイトプロデュース。既発シングル「灼熱のファイヤーダンス」、「ずっと/そばに/いるよ」の新録バージョンとアルバム書き下ろし曲である「Word on the Street」、「Love Feeds The Fire」の全4曲を収録。
- ぷよぷよDX. (1998/7/23 テイチクエンタテインメント)
『ぷよぷよ』の楽曲のアレンジサウンドトラック。上記『ばよえ〜ん!!』を中心に、『魔導物語音楽館』、『ぷよぷよ Rave Revenge』、『大打撃』等からの再録・リメイク音源で構成。
- ぷよぷよ通DX. (1998/9/23 テイチクエンタテインメント)
セガサターン版『ぷよぷよ通』で使用されたアレンジサウンドトラック+新規アレンジ。ボーナストラックとして『ばよえ〜ん!!』で未使用となった初代曲のリミックスと「ぷ.よ.ぷ.よ.」も収録。
- ぷよぷよSUN DX.（1998/11/21）
PlayStation版『ぷよぷよSUN決定盤』のオリジナルサウンドトラック。ボーナストラックとして「i miss you.（オリジナル・ヴァージョン）」と「傷心」も収録。
- ぷよマン (1999/3/25 テイチクエンタテインメント)
ぷよぷよ通DX.で収録されていた「ぷ.よ.ぷ.よ.」に新たな歌唱パートを追加し再構成した「ぷ.よ.ぷ.よ.(田中勝己ヴァージョン)」とそのリミックスバージョン、その他アルバム書き下ろし曲を含めた全7曲を収録。
- TKGH グレイテスト・ヒッツ 1989〜2001（2002/1/17[2] ファースト・スマイルエンタテインメント）
- 魔導物語音楽館リターンズ・プラス (2007/8/24 EGG MUSIC)
『魔導物語1-2-3』の楽曲のリミックスサウンドトラック。1990年にデジタルカセットテープ、デジタルコンパクトカセット形式で発売された『魔導物語 音楽館 -DIGITAL VERSION-』、1993年にミニディスク形式で発売された『魔導物語 音楽館 リターンズ』の両方の収録曲をCDで復刻したもの。
- RARE TRACKS (2007/8/24 EGG MUSIC)
未発表音源集。「灼熱のファイヤーダンス」未公開バージョンの数々や、『ポチッとにゃ〜』で使用された「エネルギー?!」のボーカルアレンジ版等を収録。
- LOST (2013 配信限定フルDEMO音源アルバム) ※Minus Attack名義
- Holiday Is Not Vacation, Pt. 1 (2015/4/21 配信限定アルバム) ※Minus Attack名義

### その他の作品
- Dots and Lines Version 3D(Myspace上での3D映像音源)
- Dots and Lines Version 2D(Myspace上での映像音源)
- One Note Funk 1st 64bit OS DAW Recording DEMO (Myspace上での映像音源)
- Magic Fly Chaos Mix (Myspace上での映像音源)
- Ich Will Space (LOSTアンケート参加者のみ配布)
- Daft Pank Is Playing At My iPhome （Myspace上にて発表）
- Album Sneak Preview Type 1 （Myspace上にて発表）
- Tout Petit La Planète Part II Vocal Off （Myspace上にて発表）
- Sampler Freiheit Ohne Dich (同じ日) feat. Take6 （Myspace上にて発表）
- Mixed Inst Cut (Myspace上で発表。現在配信終了)
- Cold "X" (rough mix)(田中勝己公式Googleグループにて、2011/8/31迄無料配信)
- ぷよぷよSUN DX.
- i miss you(音楽ソフト付き音楽情報誌 Disc Station別冊)
- 傷心〜きずごころ(仁井谷正充)
- 戦え！！北出マンのテーマ (北出和彦)
- 月のように太陽のように(オムニバスアルバム・TEN PLANTS 2から)唄・政野早政子
- Beauty Dancexercise System (DVD / 一部楽曲 / 4曲メドレー形式)
- 魔導物語音楽館 (DATアルバム)
- 魔導物語音楽館リターンズ (DATアルバム)
- 「音楽工房」Vol.4 (未発表演奏曲、37曲を提供)

### VHS
- ぷよぷよワールド・ツアー 田中勝己 ライヴ・イン・ジャパン 1995.1.15 みんな私が悪いのね 巻末スペシャルインタビュー付(CD未音源化の曲＝ / introduction / computer wold / wonderful tobe with 収録)
- 田中勝己ライヴビデオ Vol.2 ボンゴ5の万博博物館
- 田中勝己+BONGO-five LIVE at HIROSHIMA CASTILE?
- '94おもちゃショービデオ(一部出演)

### 販売中止
- 大打撃 通(灼熱のファイヤーダンスが入ると告知されたが、実質は出ていない。)
- i miss you(ソニーレコードから、シングルとして発売される予定だった。マスターテープ納品済み。)
- み空 / メッセージ / もう一度 (実際発売された美空のシングルとは収録作品が異なる。また「美空」ではなく、「み空」が本人の意図したタイトルであった。「美空」は、レコード会社のファーストスマイル・エンタテイメントの社長がつけた名前である。)ちなみに、「メッセージ」は後にレアトラックスに収録されたが、「もう一度」は、未だ詳細不明の曲となっている。
- 魔導物語音楽館 REVISITED 1-2-3(iTunesより販売される予定だったが、音沙汰無しである。納品済み。)
- エネルギー!?　(ファーストスマイル・エンタテイメントから、シングルとして発売される予定だった。)
- Discovery (Minus Attack名義になってからの初アルバムになる予定だったが、2012年の生命に関わる深刻な体調不良の余波で完成と発表を断念せざるを得ない状況となった。本作に差し替える形で、DEMO段階での音源のままフルアルバムLOSTを無料配信となった。)

### 未発表作品
- ロドリゲス(ソニー在籍中してシングルとして展開される予定とされ、曲の存在すらない上でジャスラックに登録されたので、この世に存在しない楽曲または、存在しない商品となる。)
- ビリーブ(ラジオで流れていた未完の曲。)
- もう一度(み空に入るはずだったカップリング曲。おそらく曲名をStarting Overに変えられた可能性が高い。)
- i began 2 wonder (未発表曲)

## 現在継続されている活動・活動名義

### Minus Attack
2006年に派生した、ユニット名。または、現在の活動名義である。
名義の経緯は、田中勝己のアナグラムであったりする。

#### 主な作品
- John Wayne Gacy
- When the Wind Blows
- Dancing with Tears in My Eyes
- Vita

### are made of this.
田中勝己の海外の活動名義、もしくはレイヴユニットとしての活動である。

#### 主な楽曲
- Perfect Hell-“O” World
- U.P.
- キミは大将!!(Trance Mix)
- ぷよぷよメモリーズ[RAVE Instrumental]
- 魔導物語音頭[Welcomeback'93 Rave Instrumental]
- When the Wind Blows(Powerplant Remix)
- Dancing with Tears in My Eyes (BearBenassy Mix)

## LMS music
田中勝己が起こした、かつて存在した会社。
社の概要は、基本的にはコンパイルのゲーム音楽を制作、もしくはイベントでの音楽的コーディネイトである。その他にもイベントでは、LMS musicの社員による「Bongo 5」というバンドを結成し、ライブを披露する事も概要のうちのひとつである。

## 田中勝己＋Bongo 5
かつて、イベントでのライブ活動や、楽曲を数曲レコーディング。

### メンバー
- ボーカル

田中勝己
- ギター

大林信男 -Ritz〜顔を上げてあるこうを作曲-
- ピアノ

松島 剛 -ぷよぷよ通の大半を作曲、北出マン・愛のテーマ このまま“Can't Stop Lovin' you”を作曲-
- ベース

大成康二
- シンセサイザー

長尾英之助
- ドラム

TAISHOW -ずっと/そばに/いるよ u.k. mix(Floopy Disco mix)を担当-

## その他の活動・かつての活動名義

### 駄菓子屋玩具と高枝切鋏
コンパイル時代の河野上和廣との、ユニット名義での活動。
何故、高枝切鋏かという問いに対し「誰でも知っているポピュラーな上絶対覚えるから」「コンパイル自体がすべて冗談みたいなものだから」だそうだ。
他にも布団圧縮パックや、自動巻上げ式カメラwithパノラマカメラなどの候補名があったそうだ。

#### 主な作品
- 大打撃

### ダロウズ
八木たかおとの、ユニットでのかつての活動である。
ちなみに現在は、活動内容を完全に封印してしまっている模様。

#### 主な作品
- 初期設定 (ダロウズ/名義)
- 『競馬ブルース』インストール (ダロウズ/名義)
- Syntax Error (ダロウズ/名義)
- ダロウズ ファーストライブ
- ダロウズ セカンドライブ

### MIGHTY.K
かつて、ゲームミュージックを手がけていた時の名義である。

#### 主な手がけた作品
- ゴルビーのパイプライン大作戦
- シルフィア
- スーパーアレスタ
- 電忍アレスタ

など

### たなかかつみ
猫ラーメンの主題歌を担当するときに、この為に使用した名義。

#### 主な作品
- キミは大将!!

### 電玉隊
戦え！北出マンのプロデュースの際に使われた、中山孝造とのユニット名である。
元ネタは、ラジオ番組「電脳玉手箱 田中勝己のゲーム・バスターズ」からである。

#### 主な作品
- 戦え!!北出マン

### Liberation from F.N.P.P. Operate
Myspace上での、別名義で活動である。
核施設のマークがアーティスト写真になっており、名義の意味は福島原発解放作戦の略。

#### 主な作品
- I Wouldn't Till I Die(マルチトラックでの無料配信)

その他にも、多数バックミュージック等で活動している。
またその活動の中で、名義が異なる場合もある。

## 出演番組

### ラジオ
- の〜みそこねこねラジオコンパイル（ラジオ日本他）
- 電脳玉手箱～田中勝己のゲームバスターズ（TOKYO FM他）
- 田中勝己のゲーム・DE・しょう
- 八木たかおのザ・ニュータイプナイト